# Poiana cu narcise de la Negrileasa
Poiana cu narcise de la Negrileasa este o arie protejată de interes național ce corespunde categoriei a IV-a IUCN (rezervație naturală de tip botanic), situată în județul Alba, pe teritoriul administrativ al comunei Bucium.

## Localizare
Rezervația naturală se află în Munții Metaliferi, în partea estică a Vârfului Vâlcoi (1.348 m), în porțiunea dintre văile Negrilesii și Groazei, în sud-estul satului Valea Negrilesii și are o suprafață de 5 ha.

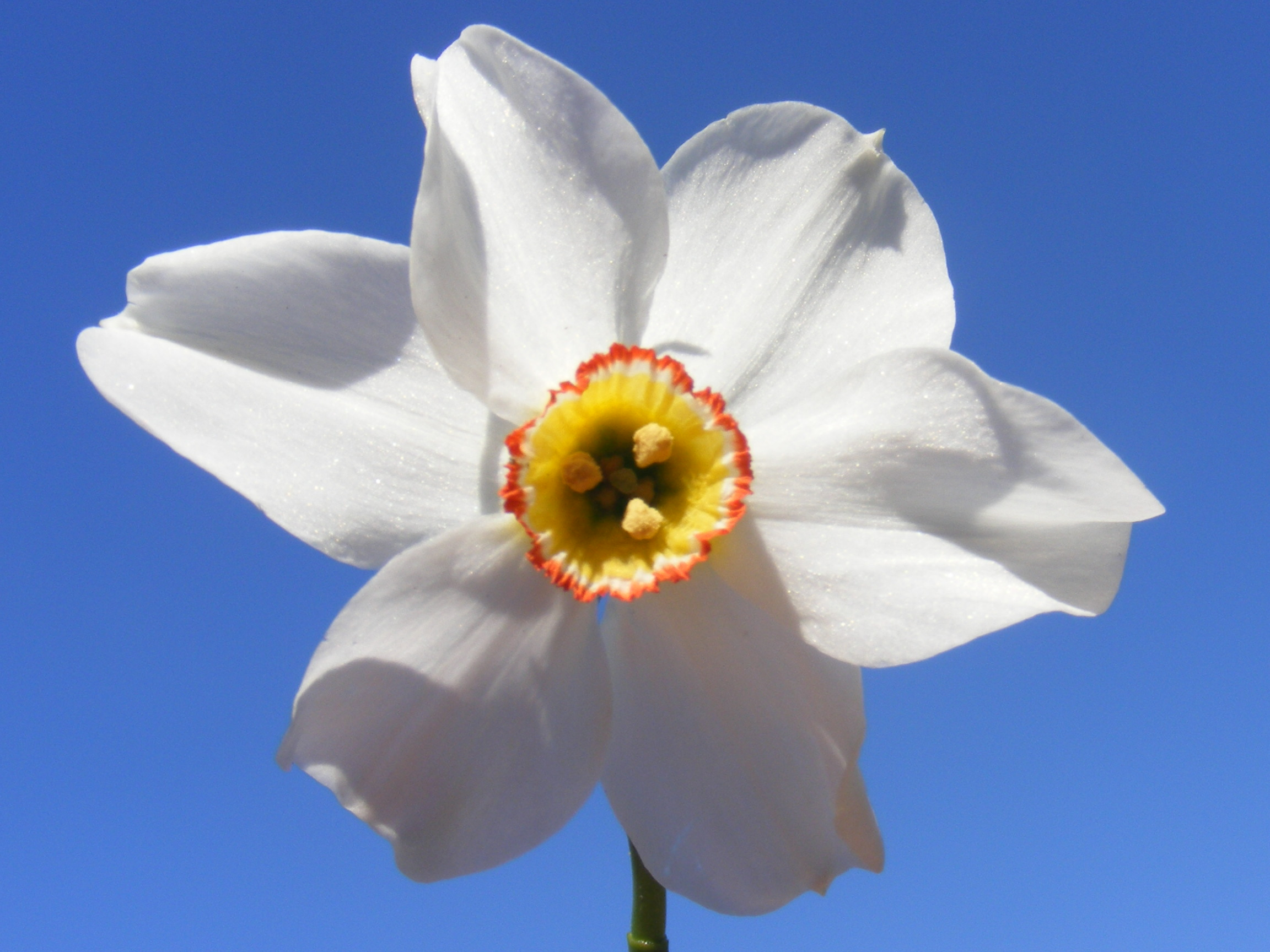
Narcisă

## Descriere
Aria protejată reprezintă o zonă cu un relief colinar, versanți domoli și culmi prelungite până la baza acestora, acoperite cu vegetație forestieră din arboret de molid (Picea abies) și tufe de ienupăr (Juniperus communes), fânețe, pășuni și pajiști, unde sunt întâlnite specii floristice de narcisă (Narcissus stellaris), numită de localnici rușculiță, țăpoșică (Nardus stricta), păiuș roșu (Festuca rubra), iarba vântului (Agrostis tenuis), coada racului (Potentilla erecta), clopoțel de munte (Campanula alpina), frăguță (Fragaria viridis), piciorul cocoșului de munte (Ranunculus montanus), trifoiul alb (Trifolium repens), etc. 